# Casertana Football Club 2017-2018
Questa voce raccoglie le informazioni riguardanti la Casertana Football Club nelle competizioni ufficiali della stagione 2017-2018.

## Stagione
Nella stagione 2017-2018 la Casertana disputa il girone C del campionato di Serie C, con 50 punti ottiene il sesto posto. Disputa i Play-off, nei quali nel primo turno supera (2-1) il Rende, nel secondo turno pareggia (1-1) a Cosenza, ma passano il turno i calabresi, secondi e meglio piazzati in campionato, che poi vinceranno i Play-off, promossi con il Lecce che ha vinto il campionato con 74 punti. La squadra rossoblù allenata da Luca D'Angelo ha raccolto poco, 15 punti nel girone di andata chiuso al penultimo posto, ma nel girone di ritorno ha fatto meglio di tutti, Lecce promosso compreso, ottenendo 35 punti, 2 punti in più dei salentini, con una media da promozione diretta. La Casertana ha partecipato con poca fortuna anche alla Coppa Italia Tim Cup subito eliminata (2-0) dal Matera. Mentre nella Coppa Italia di Serie C la Casertana nei sedicesimi ha superato (3-1) dopo i tempi supplementari la Sambenedettese, mentre negli ottavi è stata eliminata (0-1) dalla Paganese.

## Divise e sponsor
Per la stagione 2017-18 lo sponsor tecnico è Zeus Sport che subentra al vecchio sponsor Givova che forniva le divise nelle precedenti cinque stagioni, mentre lo sponsor ufficiale è Latte Berna.
| casa | trasferta | terza divisa |

## Organigramma societario
Dal sito della società:
Area direttiva
- Presidente:  Giuseppe D'Agostino
- Presidente onorario: Giovanni Pascarella

Area tecnica
- Direttore sportivo: Aniello Martone
- Allenatore: Luca D'Angelo
- Allenatore in seconda: Riccardo Taddei
- Preparatore atletico: Marco Greco
- Preparatore dei portieri: Giovanni Di Fiore

Area sanitaria
- Medici sociali: Camillo Agnano, Emilio Lombardi
- Fisioterapisti:  Antonio Pezzullo, Luigi Ferrara

## Rosa
Rosa aggiornata al 20 dicembre 2017.
| N. |                    | Ruolo | Calciatore             |
| -- | ------------------ | ----- | ---------------------- |
| 1  | Italia (bandiera)  | P     | Massimiliano Benassi   |
| 1  | Italia (bandiera)  | P     | Francesco Forte        |
| 2  | Italia (bandiera)  | D     | Mario Finizio          |
| 3  | Italia (bandiera)  | D     | Gennaro Donnarumma     |
| 3  | Italia (bandiera)  | D     | Antonio Meola          |
| 4  | Italia (bandiera)  | D     | Marco Ferrara          |
| 5  | Italia (bandiera)  | D     | Filippo Lorenzini      |
| 6  | Italia (bandiera)  | D     | Francesco Forte        |
| 7  | Italia (bandiera)  | C     | Simone De Marco        |
| 8  | Croazia (bandiera) | C     | Ivan Rajčić (capitano) |
| 9  | Italia (bandiera)  | A     | Stefano Padovan        |
| 10 | Italia (bandiera)  | A     | Mario Marotta          |
| 11 | Italia (bandiera)  | C     | Emanuele D'Anna        |
| 12 | Italia (bandiera)  | P     | Michele Avella         |
| 13 | Italia (bandiera)  | P     | Raffaele Gragnaniello  |
| 14 | Italia (bandiera)  | C     | Luca Cigliano          |
| 15 | Italia (bandiera)  | C     | Salvatore Santoro      |

| N. |                      | Ruolo | Calciatore          |
| -- | -------------------- | ----- | ------------------- |
| 16 | Italia (bandiera)    | A     | Francesco Minale    |
| 18 | Italia (bandiera)    | D     | Pasquale Rainone    |
| 19 | Italia (bandiera)    | A     | Andrea Tripicchio   |
| 20 | Italia (bandiera)    | C     | Giuseppe Carriero   |
| 21 | Argentina (bandiera) | A     | Luis Alfageme       |
| 22 | Italia (bandiera)    | P     | Daniele Cardelli    |
| 23 | Italia (bandiera)    | C     | Lorenzo Colli       |
| 23 | Italia (bandiera)    | A     | Alessandro De Vena  |
| 24 | Italia (bandiera)    | C     | Francesco De Rose   |
| 25 | Rep. Ceca (bandiera) | D     | Jan Polák           |
| 26 | Italia (bandiera)    | D     | Paride Pinna        |
| 26 | Italia (bandiera)    | C     | Antonio Romano      |
| 27 | Italia (bandiera)    | C     | Gianluca Turchetta  |
| 28 | Italia (bandiera)    | D     | Iacopo Galli        |
| 29 | Italia (bandiera)    | A     | Gianluigi Chiacchio |
| 30 | Italia (bandiera)    | C     | Mattia Matese       |
| 31 | Italia (bandiera)    | A     | Marco Caterino      |

## Risultati

### Serie C

#### Girone di andata
| Arbitro: | Perotti (Legnano) |

|                       |           |              |
| Cunzi 29’ Falcone 31’ | Marcatori | 54’ Alfageme |

| Arbitro: | Mei (Pesaro) |

|              |           |  |
| De Marco 78’ | Marcatori |  |

| Arbitro: | Cipriani (Empoli) |

|             |           |              |
| Barišič 11’ | Marcatori | 85’ Alfageme |

| 16 settembre 2017 4ª giornata |  | – Turno di riposo Casertana |  |  |

| Arbitro: | Cudini (Fermo) |

|  |           |           |
|  | Marcatori | 41’ Longo |

| Arbitro: | Sozza (Seregno) |

|                             |           |             |
| Minelli 62’ Reginaldo 90+2’ | Marcatori | 3’ Alfageme |

| Arbitro: | Marchetti (Ostia Lido) |

|  |           |                             |
|  | Marcatori | 33’ Agostinone 60’ Saraniti |

| Arbitro: | Volpi (Arezzo) |

|  |           |                                        |
|  | Marcatori | 12’ Alfageme 41’ Carriero 81’ J. Galli |

| Arbitro: | Zufferli (Udine) |

|  |           |                                 |
|  | Marcatori | 60’ Genchi 75’ Sounas 81’ Sarao |

| Arbitro: | Lorenzin (Castelfranco Veneto) |

|  |           |              |
|  | Marcatori | 70’ Scardina |

| Fondi 28 ottobre 2017, ore 20:30 CEST 11ª giornata | Racing Fondi       | 0 – 0 referto | Casertana | Stadio Domenico Purificato (400 spett.)\| Arbitro: \| Zingarelli (Siena) \| |
| Arbitro:                                           | Zingarelli (Siena) |               |           |                                                                             |

| Caserta 4 novembre 2017, ore 18:30 CET 12ª giornata | Casertana      | 0 – 0 referto | Reggina | Stadio Alberto Pinto (2.500 spett.)\| Arbitro: \| Carella (Bari) \| |
| Arbitro:                                            | Carella (Bari) |               |         |                                                                     |

| Arbitro: | Viotti (Tivoli) |

|                            |           |              |
| Di Piazza 53’ Riccardi 87’ | Marcatori | 82’ J. Galli |

| Arbitro: | Amabile (Vicenza) |

|                                       |           |  |
| Alfageme 46’ Carriero 55’ Marotta 77’ | Marcatori |  |

| Arbitro: | Maggioni (Lecco) |

|                    |           |             |
| De Rose 78’ (aut.) | Marcatori | 87’ Padovan |

| Caserta 25 novembre 2017, ore 18.30 CET 16ª giornata | Casertana        | 0 – 0 referto | Rende | Stadio Alberto Pinto\| Arbitro: \| Capone (Palermo) \| |
| Arbitro:                                             | Capone (Palermo) |               |       |                                                        |

| Arbitro: | Cipriani (Empoli) |

|                        |           |                   |
| Strefezza 53’ Lisi 69’ | Marcatori | 40’, 78’ Alfageme |

| Arbitro: | Santoro (Messina) |

|  |           |                      |
|  | Marcatori | 45’ (rig.) Jovanovic |

| Arbitro: | Natilla (Molfetta) |

|                |           |  |
| Strambelli 25’ | Marcatori |  |

#### Girone di ritorno
| Arbitro: | Volpi (Arezzo) |

|                          |           |             |
| Turchetta 11’ D'Anna 52’ | Marcatori | 44’ Falcone |

| Arbitro: | Camplone (Pescara) |

|             |           |                 |
| Fornito 19’ | Marcatori | 7’, 14’ Padovan |

| Arbitro: | Prontera (Bologna) |

|             |           |                    |
| Padovan 38’ | Marcatori | 41’, 47’ Lattanzio |

| 28 gennaio 2018 23ª giornata |  | – Turno di riposo Casertana |  |  |

| Arbitro: | Vigile (Cosenza) |

|              |           |               |
| Dammacco 46’ | Marcatori | 24’ Turchetta |

| Caserta 11 febbraio 2018 25ª giornata | Casertana              | 0 – 0 | Trapani | Stadio Alberto Pinto\| Arbitro: \| Marchetti (Ostia Lido) \| |
| Arbitro:                              | Marchetti (Ostia Lido) |       |         |                                                              |

| Arbitro: | Moriconi (Roma) |

|  |           |                |
|  | Marcatori | 90+2’ P. Pinna |

| Arbitro: | Capone (Palermo) |

|              |           |  |
| Alfageme 45’ | Marcatori |  |

| Arbitro: | D'Ascanio (Ancona) |

|                |           |                      |
| M. Ferrara 15’ | Marcatori | 74’ (rig.) Turchetta |

| Arbitro: | Fiorini (Frosinone) |

|  |           |               |
|  | Marcatori | 31’ Turchetta |

| Arbitro: | Mei (Pesaro) |

|              |           |  |
| Alfageme 72’ | Marcatori |  |

| Arbitro: | Perotti (Legnano) |

|                            |           |               |
| Laezza 37’ Bianchimano 63’ | Marcatori | 45+2’ De Vena |

| Arbitro: | Volpi (Arezzo) |

|               |           |  |
| Turchetta 44’ | Marcatori |  |

| Arbitro: | Curti (Milano) |

|                   |           |                |
| Scarpa 41’ (rig.) | Marcatori | 90+5’ P. Pinna |

| Arbitro: | De Angeli (Abbiategrasso) |

|                      |           |               |
| Turchetta 14’ (rig.) | Marcatori | 61’ Camilleri |

| Arbitro: | Zufferli (Udine) |

|  |           |             |
|  | Marcatori | 68’ De Rose |

| Arbitro: | D. Miele (Torino) |

|                                  |           |               |
| De Vena 75’, 90+7’ De Rose 90+3’ | Marcatori | 60’ Strefezza |

| Arbitro: | Capone (Palermo) |

|                          |           |               |
| Risolo 11’ Montinaro 58’ | Marcatori | 62’ Turchetta |

| Arbitro: | Zanonato (Vicenza) |

|                             |           |  |
| P. Pinna 6’ De Rose 8’, 42’ | Marcatori |  |

### Play-off
| Arbitro: | Dionisi (L'Aquila) |

|                           |           |                  |
| Pinna 75’ Turchetta 90+2’ | Marcatori | 69’ D. Gigliotti |

| Arbitro: | Prontera (Bologna) |

|           |           |             |
| Tutino 2’ | Marcatori | 13’ Finizio |

### Coppa Italia Tim Cup
| Arbitro: | Proietti (Terni) |

|                         |           |  |
| Corado 19’ Giovinco 62’ | Marcatori |  |

### Coppa Italia Serie C
| Arbitro: | Camplone (Pescara) |

|                                 |           |                |
| Alfageme 65’, 92’ Cigliano 100’ | Marcatori | 9’ Di Pasquale |

| Arbitro: | Meraviglia (Pistoia) |

|  |           |             |
|  | Marcatori | 107’ Talamo |

### Andamento in campionato
| Giornata  | 1 | 2 | 3 | 4 | 5 | 6 | 7 | 8 | 9 | 10 | 11 | 12 | 13 | 14 | 15 | 16 | 17 | 18 | 19 | 20 | 21 | 22 | 23 | 24 | 25 | 26 | 27 | 28 | 29 | 30 | 31 | 32 | 33 | 34 | 35 | 36 | 37 | 38 |
| --------- | - | - | - | - | - | - | - | - | - | -- | -- | -- | -- | -- | -- | -- | -- | -- | -- | -- | -- | -- | -- | -- | -- | -- | -- | -- | -- | -- | -- | -- | -- | -- | -- | -- | -- | -- |
| Luogo     | T | C | C | T | C | T | C |   | T | C  | T  | C  | T  | C  | T  | C  | T  | C  | T  | T  | C  | T  | C  | T  | C  | T  | T  | C  | T  | C  | T  | C  | T  | C  | T  | C  | T  | C  |
| Risultato | P |   |   |   |   |   |   |   |   |    |    |    |    |    |    |    |    |    |    |    |    |    |    |    |    |    |    |    |    |    |    |    |    |    |    |    |    |    |
| Posizione |   |   |   |   |   |   |   |   |   |    |    |    |    |    |    |    |    |    |    |    |    |    |    |    |    |    |    |    |    |    |    |    |    |    |    |    |    |    |

Legenda:

Luogo: C = Casa; T = Trasferta. Risultato: V = Vittoria; N = Pareggio; P = Sconfitta.